# Studebaker Avanti

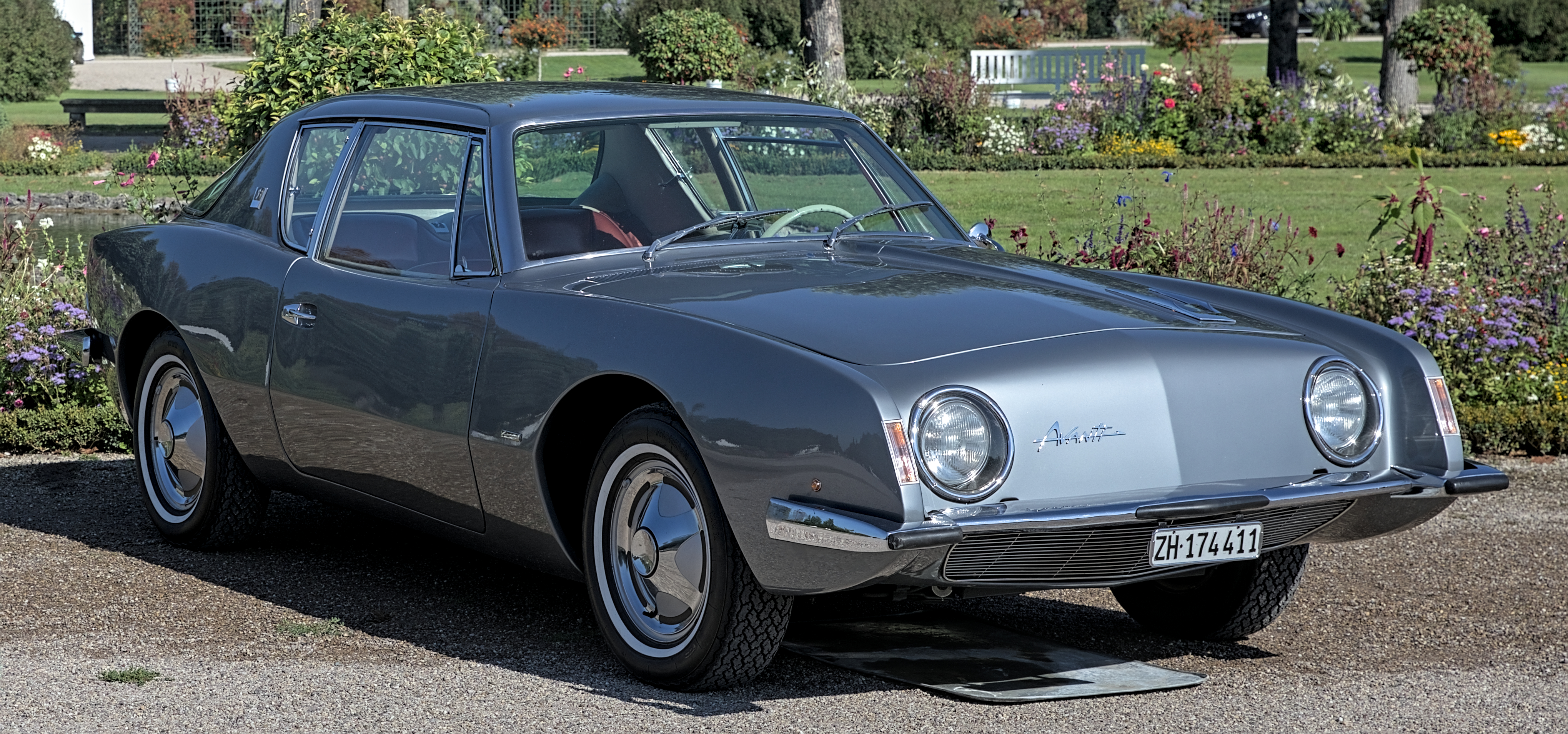
Studebaker Avanti (con faros redondeados).

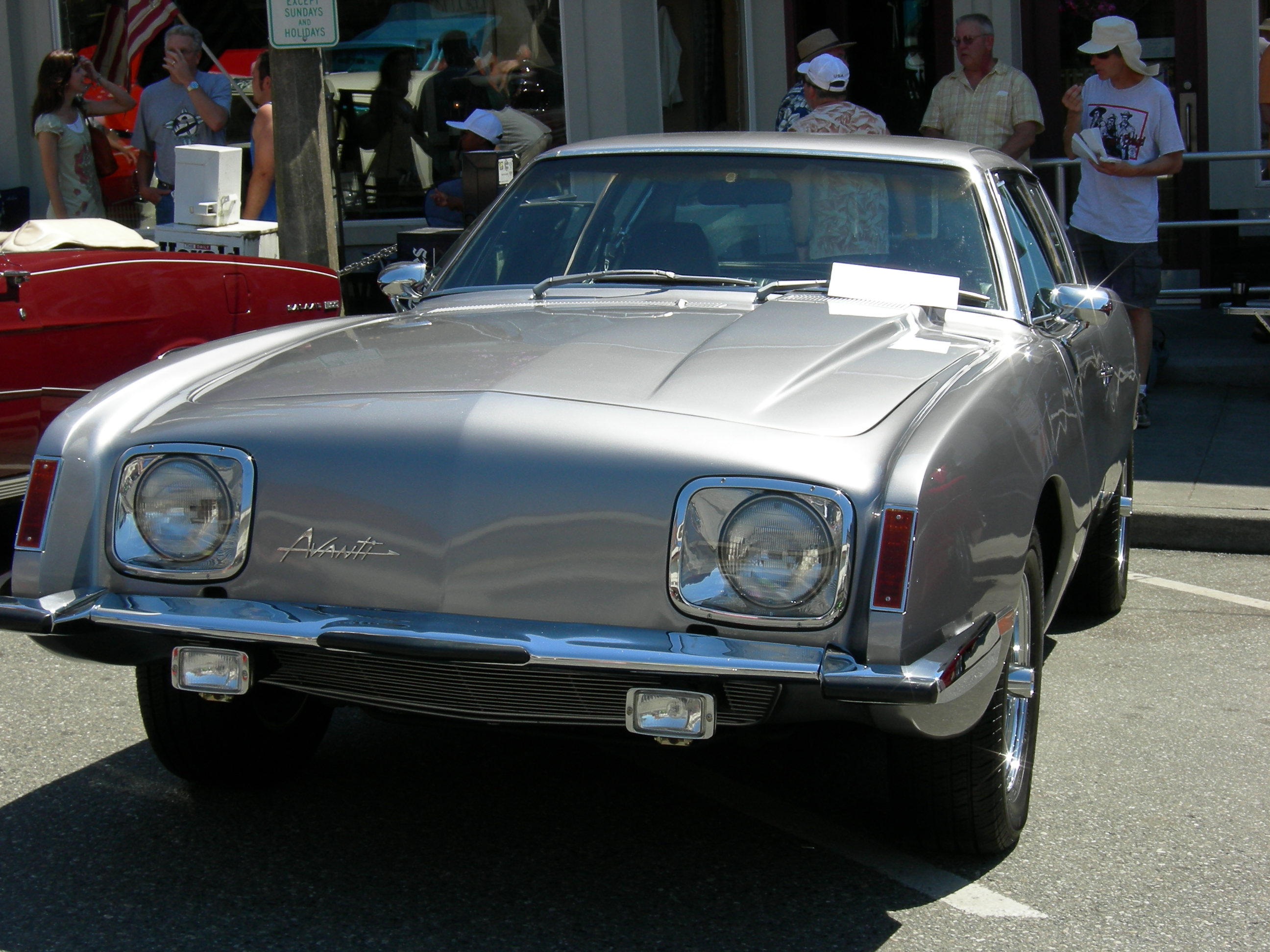
Studebaker Avanti (con faros cuadrados).

El Studebaker Avanti fue un automóvil deportivo fabricado por la Corporación Studebaker de South Bend (Indiana, Estados Unidos), entre junio de 1962 y diciembre de 1963. Fue diseñado por un equipo de trabajo contratado por el diseñador industrial Raymond Loewy, el Avanti tuvo una superficie completamente nueva, y un radical diseño que resulta atractivo todavía en el siglo XXI. En términos de dimensiones, el tamaño del Avanti se asemejaba al del Ford Mustang.

## Introducción
Avanti en italiano significa "avanzar" o "avance"; y en términos de diseño, el Studebaker Avanti hizo honor a su nombre. Mientras Jaguar comenzó a ofrecer la producción de frenos de disco en su modelo XK140 (1957), el Avanti fue el primer vehículo norteamericano de producción masiva en introducir frenos de disco estándar (véase Chrysler Crown Imperial de 1951 y Crosley Hotshot de 1949), también lideró por su adopción de la aerodinámica con un diseño suavizado de su parte frontal -adelantándose 20 años al Ford Taurus y a otros automóviles en el diseño del carenado que ocultaba la parrillera debajo del capó. El énfasis del Avanti por la seguridad, que incluía cinturones de seguridad opcionales, seguros para las puertas, y barras anti-vuelco, también constituyó un avance que compaginaba con su nombre. El Avanti ha sobrevivido falla tras falla de sus compañías fabricantes, alcanzando un estatus de automóvil de culto, y manteniendo un nivel de consumidores leales suficientemente grande para mantener su producción como un vehículo de lujo especial por más de 45 años.

## Orígenes

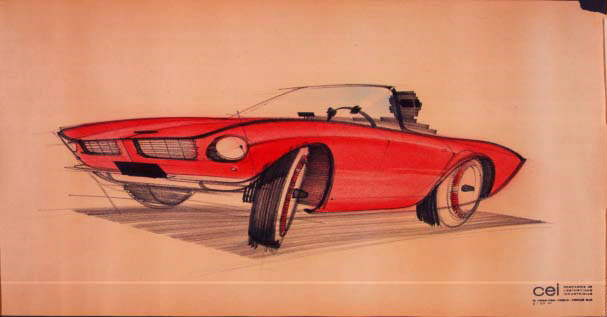
Boceto conceptual de Raymond Loewy.

El diseño clásico del Avanti se originó en una intensa sesión de cinco semanas, en una casa alquilada de Palm Springs, ubicada cerca de la casa del jefe de diseño Raymond Loewy. Fue una prueba de la atemporal atracción del vehículo el hecho de que fue producido durante décadas, ensamblado a mano por pedidos, con modelos de características variables, luego de que Studebaker interrumpió su producción.
En los inicios de los años 60, Studebaker necesitaba algo excitante que mostrar en los eventos de exhibición automovilísticos, pero dada su precaria situación económica, disponía de poco capital para invertir en desarrollo de productos. A pesar de que el Avanti parecía totalmente nuevo, fue montado en el chasis de un Lark convertible, basado en un diseño de 1953. Para su poder, el Avanti contó con el viejo pero potente motor de ocho cilindros (V8), diseñado por la misma Studebaker. Para su uso en el Avanti, se le hicieron algunas modificaciones de alto rendimiento.

## Potencia
Cuando salió en el año 1951, el motor V8 Studebaker de 3.8L (232 pulgadas cúbicas), producía sólo 120 caballos de potencia. Sin embargo, en 1963, cuando fue modificado para el Avanti básico, el R-1 de 4.7L (289 pulgadas cúbicas) producía 240 caballos de fuerza, y la versión opcional, el R-2 que añadía un supercargador Paxton, producía unos consistentes 289 caballos de fuerza (comparativamente, uno por cada pulgada cúbica del motor).
Para poner el rendimiento del motor Studebaker 4.7L V8 en perspectiva, el Ford 4.7L V8 usado desde el año 1965 al 1967 en los Mustangs, producía 210 caballos de potencia, con un carburador de doble bloque, 225 con un carburador de 4 bloques, y el motor Ford de alta compresión y elevador sólido de cuatro bloques llamado "K-Code". Así el motor Studebaker "Jet Thrust" (literalmente empuje de Jet) V8, era significativamente poderoso pero no tan poderoso como los motores Ford en las versiones Shelby GT-350 de 306 caballos de potencia 
Studebaker primero utilizó supercargadores Paxton en el año 1957, y supercargadores Studebaker y Packard Hawks en 1958. Subsecuentemente compraron la compañía. Con ayuda de la leyenda del automovilismo Andy Granatelli, Studebaker desarrolló un motor R-3 para el Avanti. El primer motor R3 fue de 4.7L (289 pulgadas cúbicas), proyectado inicialmente para ser de 4.9L (299 pulgadas cúbicas). Versiones posteriores llegaron a ser de 4.99L (304.5 pulgadas cúbicas), justo por debajo del límite de 5L de los vehículos clase C. El R3 utilizó cabezales especiales para los cilindros con puertos de toma y válvulas más grandes, y múltiples tomas de aluminio con consecuentes tomas mayores, múltiples ramas largas de menor escape, un mayor empuje, árbol de levas de larga duración y un supercargador Paxton soplando a través de un carburador Carter AFB de cuatro bloques montado en una caja de aluminio presurizado. El R3 fue calificado como un motor de 335 caballos de fuerza, aunque fueron reportadas tomas de incluso 400 caballos de fuerza en los rueda libres.
Durante el verano y el otoño de 1962, Granatelli llevó varios Studebaker a las planicies de Bonneville Salt (Utah), incluyendo un R-3 con el que alcanzó la máxima velocidad (récord para la época) de 274.95 km/h (170.78 millas/h). Para cuando terminó, Granatelli estableció o rompió 34 marcas de velocidad de Estados Unidos en el Avanti, permitiendo a Studebaker proclamarse orgullosamente como el fabricante del auto más veloz del mundo. Además de ser rápido, el Avanti llevó a la industria de automóviles domésticos al uso de frenos de disco frontales calibrados (los discos Dunlop fueron producidos bajo licencia por la Corporación Bendix).
Una versión del motor Studebaker v8 que no salió a la venta fue el desarrollado por Granatelli,  el experimental R-5. Con un sistema de inyección de combustible propio de la industria de la aviación, y un supercargador Paxton montado en cada banco de cilindro, supuestamente producía 575 caballos de fuerza. El R-5 fue montado en el Avanti especial de Granatelli, denominado "Due Cento" (literalmente "doscientos" en italiano), con el cual pensaba romper la marca de 322 km/h (200 millas por hora). Desafortunadamente, Granatelli no tuvo suficiente tracción en la carrera efectuada en Bonneville, alcanzando una velocidad máxima de 316.55 km/h (196.62 M/h). El R5 nunca volvió a competir oficialmente.

## Primeros pedidos y problemas
El Avanti fue fuertemente promocionado y muchos entusiastas compradores hicieron ofertas por adelantado. Sin embargo, largos retrasos en la producción afectaron negativamente a las ventas. El retraso en la producción del Avanti se debió a la alineación de algunas de las piezas de fibra de vidrio y a que la abertura de la ventana trasera era muy grande para el vidrio. Estas dificultades fueron sorpresivas para los ejecutivos de Studebaker, ya que las piezas de carrocería habían sido solicitadas a la compañía especializada Molded Fiberglass Products Company de Ashtabula, Ohio, la misma firma que había fabricado las piezas del Chevrolet Corvette desde que su producción comenzó en 1953. Para solventar estos problemas, Studebaker tuvo que ensamblar las piezas ella misma, pero ya era tarde porque muchas ventas se habían perdido.
En lugar de ofrecer modelos nuevos del Avanti anualmente, Studebaker realizó cambios constantes hasta que la producción del vehículo finalizó. En general, la manera más fácil de diferenciar las primeras ediciones de las últimas era la forma de los faros. Todos los Avantis producidos desde junio de 1962 hasta julio de 1963 tuvieron faros redondeados. En agosto de 1963 fueron cambiados por faros cuadrados. La mayoría de la gente se refiere a los modelos de faros redondeados como el de 1963 y a los de faros cuadrados como los de 1964, a pesar de que, a principios de 1964, fueron fabricados modelos con faros redondeados.
En diciembre de 1963, Studebaker anunció el cese de la manufactura automotriz en South Bend, Indiana, y la consolidación de toda la fabricación de automóviles Studebaker en Hamilton, Ontario, en la planta de Canadá. En este punto, la compañía abandonó el Avanti, el Gran Turismo Hawk, todas las pickups y los camiones para dedicarse a los sedán, los cupés, y las furgonetas. Solo se ensamblaron 4.643 Avantis para el momento en que Studebaker cerró la planta de South Bend. El último Avanti, un R-3 blanco con todas las mejoras, escondía una carta escondida bajo la alfombra cerca de la rueda de repuesto, firmada por los empleados de Studebaker, advirtiéndole al futuro dueño del vehículo el valor del mismo.
Técnicamente Studebaker sobrevivió otros dos años ensamblando unidades de los modelos Commander, Daytona y Cruiser, equipadas con motores McKinnon (GM) canadienses, pero su fama había decaído.

## Avanti II
Después de la clausura de las operaciones de South Bend, dos vendedores de la Studebaker de South Bend, Nate Altman y Leo Newman compraron el nombre Avanti, los moldes de carrocería, partes remanentes, herramientas, artilugios y una porción de la fábrica de South Bend para seguir manufacturando el Avanti. Altman y Newman negociaron primero con la compañía Checker Motors, fabricante del icónico Checker Marathon y autotaxi, sobre retomar la producción. Sin embargo, el presidente de Checker, David Markin manifestó públicamente que su compañía no estaba interesada en construir "un coche feo" como el Avanti.
Estos Avantis, conocidos como Avanti II, tenían un motor Chevrolet Corvette de 5.4L (327 in³), y fueron meticulosamente ensamblados a mano por pedidos, fabricándose muy pocos de ellos. El motor del Avanti II evolucionó de 5.4L (327 in³) a 5.75L (350 in³), luego a 6.55L (400 in³), y finalmente a 5.0L (305 in³). Hasta 1987, todos los Avanti II fueron construidos sobre chasis Studebaker. Los modelos de 1987 al 1989 estuvieron basados en la plataforma G de General Motors, específicamente en el Monte Carlo.
El 1° de octubre de 1982, el desarrollador de bienes inmuebles Stephen H. Blake compró los derechos del Avanti II. Blake realizó algunas actualizaciones al vehículo, de las cuales las más notables fueron el cambio por plástico, parachoques integrados, y el rediseño del tablero y del interior del coche (introducido en una edición limitada del vigésimo aniversario, pero continuado en ediciones subsiguientes), y también introdujo un modelo convertible. En ese momento el "II" había sido quitado del nombre, aunque sustancialmente el coche era el mismo, a pesar de los cambios anteriormente mencionados. La compañía de Blake se declaró en bancarrota en 1986, siendo comprada por Michael Kelly, quien mudó la producción a Youngstown, Ohio. En septiembre de 1988, Kelly vendió su porción de acciones de la compañía a un gran inversionista, J.J. Cafaro, un constructor de centros comerciales de Youngstown. La producción decayó con el fallecimiento de la plataforma G, y la subsecuente concentración de la producción en un modelo de cuatro puertas llamado "Luxury Touring Sedan", basado en el chasis del Chevrolet Caprice. Para 1991, la producción del Avanti II prácticamente había desaparecido, y un incendio en el año 1992 terminó por detener la producción definitivamente.

## El Avanti de Tom Kellogg
Una segunda generación de automóviles Avanti fue diseñada por Tom Kellogg, miembro del equipo original a cargo del diseñador industrial Raymond Loewy a finales de la década de los años 1980. Este automóvil estaba basado en la plataforma F del Camaro/Firebird de General Motors y compartía el estilo del Avanti vendido hasta 2007. Lamentablemente, Tom Kellogg murió por lesiones graves sufridas en un accidente automovilístico en la autopista de Long Island (Nueva York), mientras conducía un automóvil deportivo marca Acura, muriendo poco tiempo después en Newport Beach, Condado de Orange, California, el 14 de agosto de 2003.

## Reproducciones de juguete y modelos a escala
- La compañía de modelos a escala AMT, hizo un modelo armable a escala del Avanti en proporción 1:25. El kit tenía opción de faros redondeados o cuadrados, y se vendieron por separado llantas de magnesio, partes de la carrocería intercambiables y tres opciones de motor: por carburación, con supercargador rotatorio simple, y de doble supercargador. También incluía volante, y las puertas y capó podían ser abiertos. Fueron fabricadas varias series.
- Aurora Plastics también fabricó un modelo a escala 1:25 del Avanti. Las proporciones  tenían imperfecciones y la apariencia general era muy cúbica (recta), sin embargo el nivel de detalle era comparable al modelo de AMT. No se vendieron motores ni añadidos de ningún tipo.
- Desde el 2009 la compañía Hot Wheels fabrica la reproducción del Avanti en una amplia gama de colores, y en un alto nivel de acabados y detalle. La compañía Micro Machines también hizo reproducciones en tamaños muy pequeños y en diversos colores, las cuales se pueden comprar en Ebay por sumas de entre 5 y 7 dólares; poco más que las reproducciones anónimas que cuestan aproximadamente 25 centavos de dólar.
- Franklin Mint hizo modelos a escala 1:43 que tuvieron un gran éxito de ventas. Estas réplicas eran muy precisas en relación con forma y escala, las puertas y el capó podían ser abiertas, e incluía una minuciosa reproducción detallada del motor.
- Anguplas, un fabricante de Barcelona España lanzó una miniatura en escala 1:86 el mismo año 1962. Tras la bancarrota de la compañía en 1966, los moldes fueron adquiridos por Eko, otra empresa barcelonesa, que, con algunos retoques, empezó a fabricarlo a principios de los años 70. Desde entonces y hasta la actualidad, varias empresas se han ido sucediendo en su producción, siempre bajo la marca Eko.